# Johann Jacobi von Wallhausen

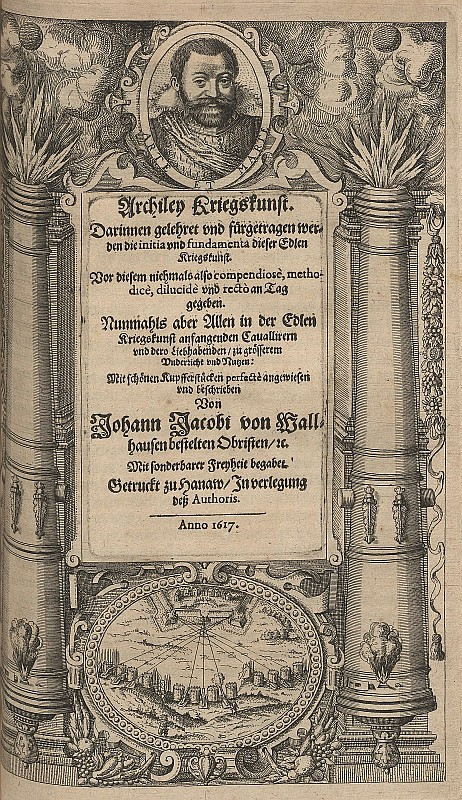
Titelblatt Archiley-Kriegskunst
mit Porträt, Hanau 1617

Johann Jacobi von Wallhausen (* um 1580; † 1627) war ein deutscher Militärschriftsteller.
Sein ursprünglicher Name war Johann Jacobi, der dann durch seinen Geburtsort ergänzt wurde.

## Leben
Johann Jacobi wurde um 1580 in Wallhausen (bei Bad Kreuznach) geboren.
Über sein Leben ist wenig bekannt. Er wurde wohl in den Niederlanden Soldat und trat dann in die Dienste der Stadt Danzig, wo er zum „Obristwachtmeister und Hauptmann“ avancierte und durch seine ersten Werke bekannt wurde. Mit einem am 13. Februar 1617 mit Johann VII. von Nassau-Siegen abgeschlossenen Vertrag wurde er der Leiter der Kriegsschule in Siegen, der ersten in Europa. Diese Tätigkeit war jedoch nur von kurzer Dauer, denn er berichtete am 20. Juli des gleichen Jahres dem Grafen, dass ihn „Nahrungssorgen“ veranlasst hätten, in die Dienste von Johann Schweikhard von Cronberg, des Kurfürsten von Mainz, zu treten.
Er beriet Prinz Moritz von Oranien, der das von Wallhausen entwickelte Exerzierreglement in der vereinigten Armee der niederländischen Provinzen einführte.

## Schriften
Johann Jacobi von Wallhausen plante die Herausgabe eines sechsteiligen Kompendiums der Kriegswissenschaften mit den Themengebieten Infanterie, Kavallerie, Artillerie, Taktik, Festungsbau und Seekrieg. Er vollendete es jedoch nicht.
Die Werke im Einzelnen:
- Feuerwerk, darinnen unterschiedene Kunststücke und Secreta gelehret werden, erschienen 1614 in Erfurt
- ABC der Soldaten z. F., erschienen 1615 in Frankfurt am Main
- Kriegskunst zu Fuß, zu hochnöthigstem Nutzen und Besten nicht allein allen ankommenden Soldaten, sondern auch in Abrichtung eines gemeinen Landvolcks und Ausschuß in Fürtstenthümern und Stätte, erschienen 1615 in Oppenheim (2. Auflage bereits 1630 in Frankfurt am Main)
- Kriegskunst zu Pferdt. Darinnen gelehrt werden die initia und fundamenta der Cavallerie, aller vier Theylen: als Lantzierers, Kührissieriers, Carabiners und Dragoons, was von einem jeden Theyl erfordert wird, was sie prästiren können sampt deren exercitien. Newe schöne Invetionen etlicher batailen mit der Cavallery ins Werkzu stellen. Mit dargestellten Beweistumpen, was an den edlen Kriegskunsten gelegen und deren Fürtrefflichkeiten uber alle Kunst und Wissenschaften, erschienen 1616 in Frankfurt am Main (2. Auflage bereits 1634 ebenda)
- Archiley-Kriegskunst, darinnen gelehrt und fürgetragen werden die initia und fundamenta dieser Edlen Kriegkunst / Vor diesem niemals so compediosè, methodicè, diludicè und rectò an tag gegeben. Mit schönen Kupfferstöcken perfecte angewiesen und beschrieben, erschienen 1617 in Hanau (2. Auflage bereits 1634 ebenda)

Der zweite geplante Teil über die Feuerwerkerei erschien nicht mehr. Von Wallhausen brach die Herausgabe des Kompendiums ab und erstellte dafür ein systematisches Handbuch, das
- Corpus militare, darinnen das heutige Kriegwesen in einer Perfecten und absoluten idea begriffen und dargestellt wird. Alles in gewisse praefecta polemica ordentlich verfasset mit beigegebenem jedern Theyl seinen Kriegsmaximis, observationibus, regulis axiomatis und sehr künstlichen Kriegs-Tabuln, erschienen 1617 in Hanau (2. Auflage bereits 1625 in Frankfurt am Main)
- Künstliche Picquen-Handlung, erschienen 1617 in Hanau
- Romanische Kriegskunst, erschienen 1616 in Frankfurt am Main

Dieses Werk sollte ursprünglich eine bebilderte Darstellung über die Ausbildung römischer Soldaten werden, beinhaltet aber nur die Ausbildung des einzelnen Mannes. Sie enthält aber einen ins Deutsche übertragenen Text des treffliche Kriegkunst Lehrer Flavius Vegetius.
- Militaris politicus, erschienen 1617 in Frankfurt am Main
- Camera militaris oder Kriegskunst-Schatzkammer, darinnen allerley Kriegs-Stratagemata zu Wasser und Landt von Anfang der Welt biß auf Caesarem Augustum, heutige Stunde zu gebrauchen, gezeiget werden, erschienen 1621 in Frankfurt am Main.
- Defensio patriae oder Landrettung. Darinnen gezeigt wird 1) Wie alle und jede in der werthen Christenheit Potentaten, Regenten, Stätte und Communen ihre und der ihrigen Unterthanen Rettung und Schützung anstellen sollen. 2) Der Modus belligerande, viel hundert Jahre bißher gefählet, erschienen 1621 in Frankfurt am Main, enthält eine Anleitung zur Landesverteidigung durch das Aufgebot aller wehrdienstfähigen Untertanen (Ein wichtiges Quellenwerk über Tross, Sitten und Disziplin der Heere des 30-jährigen Krieges).

Viele dieser Werke wurden mehrfach übersetzt.